# Municipio de Athens (condado de Crawford)
El municipio de Athens (en inglés: Athens Township) es un municipio ubicado en el condado de Crawford en el estado estadounidense de Pensilvania. En el año 2000 tenía una población de 775 habitantes y una densidad poblacional de 11 personas por km².

## Geografía
El municipio de Athens se encuentra ubicado en las coordenadas 41°46′00″N 79°52′59″O / 41.76667, -79.88306.

## Demografía
Según la Oficina del Censo en 2000 los ingresos medios por hogar en la localidad eran de $34,000 y los ingresos medios por familia eran de $36,607. Los hombres tenían unos ingresos medios de $32,188 frente a los $21,250 para las mujeres. La renta per cápita de la localidad era de $14,509. Alrededor del 9,5% de la población estaba por debajo del umbral de pobreza.